# Guts Over Fear
Guts Over Fear (englisch für „Mut statt Angst“) ist ein Lied des US-amerikanischen Rappers Eminem, bei dem der Refrain von der australischen Sängerin Sia gesungen wird. Der Song wurde am 25. August 2014 ausschließlich zum Download veröffentlicht und ist die erste Single aus dem Kompilationsalbum Shady XV von Eminems Label Shady Records.

## Inhalt
Thematisch handelt das Stück von Eminems Selbstzweifeln im Rückblick auf seine Karriere. Er rappt in der ersten Strophe über seine Unsicherheiten und wie er sich den Kritikern anpassen musste. Ihm stelle sich manchmal die Frage, ob er einen Schlussstrich ziehen sollte, doch Rappen sei das Einzige, was er wirklich könne. Er habe Angst, dass ihm die Themen ausgingen und er in verschiedenen Liedern immer wieder über das Gleiche auf andere Art berichte. Schon bevor er berühmt wurde, habe er seinen Stil ändern müssen, da ihn alle mit den Rappern Nas und AZ verglichen. Obwohl seine Texte nur der Unterhaltung dienten, wurde Eminem von den Kritikern für alles Negative verantwortlich gemacht. In der zweiten Strophe rappt Eminem über seine schwere Kindheit, die von Selbstzweifeln und Wut geprägt war. Seine negativen Gefühle konnte er in den Songs ausdrücken, doch es traf ihn sehr, als Menschen öffentlich gegen seine Texte protestiert haben. Heute mache er ernstere Musik und sich weniger über andere Prominente lustig, wie zum Beispiel in We Made You. Er wolle seine Hörer und vor allem Außenseiter, die Ähnliches durchmachen wie damals er, mit seiner Musik stärken. Der von Sia gesungene Refrain hebt die Angst hervor, eintönige Musik, ohne Abwechslung, zu kreieren. Doch sie appelliert an den Mut, der über die Furcht siegen solle und die Kritiker verstummen lasse.

## Produktion
Das Instrumental des Liedes wurde von den US-amerikanischen Musikproduzenten Emile Haynie und John Hill in Zusammenarbeit mit Eminem, der als Co-Produzent fungierte, produziert.

## Musikvideo
Am 24. November 2014 wurde das unter der Regie von Syndrome gedrehte Video zu Guts Over Fear veröffentlicht.
Es zeigt Ausschnitte aus dem Leben eines jungen Mannes, der als Tellerwäscher in der Küche eines Restaurants arbeitet. Nebenbei geht er seiner Leidenschaft, dem Boxen, nach. Zu Hause hat er Streit mit seiner schwangeren Freundin, da sie die Miete nicht bezahlen können. Auch der Vater des Mannes, der Alkoholiker ist und den ganzen Tag in der Kneipe verbringt, macht ihm Vorwürfe. Nachdem sein Vater von der Polizei verhaftet wird, bekommt der Mann zudem Ärger auf Arbeit, woraufhin er seinen Job kündigt. Von jetzt an konzentriert er sich vollkommen auf das Boxen und trainiert Nächte lang. Am Ende des Videos sieht man ihn im Fernsehen, als er zum Boxkampf einläuft.

## Single

### Covergestaltung
Das Singlecover zeigt das verschwommene Bild einer verregneten Straße, auf der Autos mit Scheinwerferlicht fahren. Im Vordergrund stehen die weißen Schriftzüge Eminem, Feat. Sia und Guts Over Fear.

### Chartplatzierungen
Guts Over Fear stieg am 5. September 2014 in die deutschen Charts ein und erreichte mit Platz 35 die Höchstposition. Insgesamt konnte sich das Lied acht Wochen in den Top 100 halten. Besonders erfolgreich war der Song im Vereinigten Königreich und in Frankreich, wo er Rang 10 belegte.
| ChartsChartplatzierungen       | Höchstplatzierung | Wochen |
| ------------------------------ | ----------------- | ------ |
| Deutschland (GfK)              | 35 (8 Wo.)        | 8      |
| Österreich (Ö3)                | 53 (2 Wo.)        | 2      |
| Schweiz (IFPI)                 | 30 (4 Wo.)        | 4      |
| Vereinigte Staaten (Billboard) | 22 (3 Wo.)        | 3      |
| Vereinigtes Königreich (OCC)   | 10 (5 Wo.)        | 5      |

### Auszeichnungen für Musikverkäufe
Im Jahr 2022 wurde Guts Over Fear für mehr als eine Million Verkäufe in den Vereinigten Staaten mit einer Platin-Schallplatte ausgezeichnet.

| Land/Region                  | Auszeichnungen für Musikverkäufe (Land/Region, Auszeichnung, Verkäufe) | Verkäufe  |
| ---------------------------- | ---------------------------------------------------------------------- | --------- |
| Australien (ARIA)            | Platin                                                                 | 70.000    |
| Brasilien (PMB)              | Platin                                                                 | 60.000    |
| Neuseeland (RMNZ)            | Gold                                                                   | 7.500     |
| Vereinigte Staaten (RIAA)    | Platin                                                                 | 1.000.000 |
| Vereinigtes Königreich (BPI) | Silber                                                                 | 200.000   |
| Insgesamt                    | 1× Silber · 1× Gold · 3× Platin ·                                      | 1.337.500 |

Hauptartikel: Eminem/Auszeichnungen für Musikverkäufe

## The Equalizer
Bereits vor der Veröffentlichung zum Download wurden Ausschnitte des Tracks im Trailer zum Film The Equalizer verwendet.